# Les Titans du ciel (roman)
Ne doit pas être confondu avec le film homonyme de 1931.
Les Titans du ciel est un roman d'anticipation affilié merveilleux-scientifique des écrivains français Octave Joncquel et Théo Varlet, paru en septembre 1921 aux éditions Edgar Malfère.
Premier volume d’un diptyque désigné sous le titre général de  L'Épopée martienne , ce roman, qui narre l'attaque de la planète Terre par les Martiens, connaît une suite l’année suivante avec L'Agonie de la Terre.

## Genèse de l'œuvre
Octave Joncquel, un écrivain amiénois, est à l'origine du cycle de L'Épopée martienne. Au début des années 1920, il conclut un contrat avec Edgar Malfère, un éditeur également originaire d’Amiens, dans lequel celui-ci s'engage à éditer les manuscrits que lui propose l'écrivain, à la condition néanmoins de pouvoir modifier les récits à sa convenance. Ainsi, en 1921, Octave Joncquel envoie son premier manuscrit à son éditeur : Les Titans du ciel. Edgar Malfère le confie alors à Théo Varlet qu'il charge de retravailler en profondeur le récit — notamment en changeant les plans, modifiant les épisodes et en corrigeant le style « souvent médiocre » d'Octave Joncquel — pour le rendre publiable.

## Intrigue
En parvenant à désarmer les nations, la France — devenue les États-Unis du globe — a imposé la paix dans le monde. Grâce à l'essor des sciences, les dirigeants établissent la communication avec les habitants de Jupiter. Néanmoins, en 1978, profitant de la naïveté des Terriens devenus pacifiques, les Martiens attaquent la Terre avec de terribles obus.
La destruction de nombreuses villes provoque la désunion de l'humanité. Pour organiser la résistance face aux attaques martiennes tout en combattant l’anarchie qui se développe au milieu des ruines de la civilisation humaine, le journaliste Léon Rudeaux et sa compagne Raymonde sillonne la planète pour créer un embryon de gouvernement mondial.

## Analyse de l'œuvre

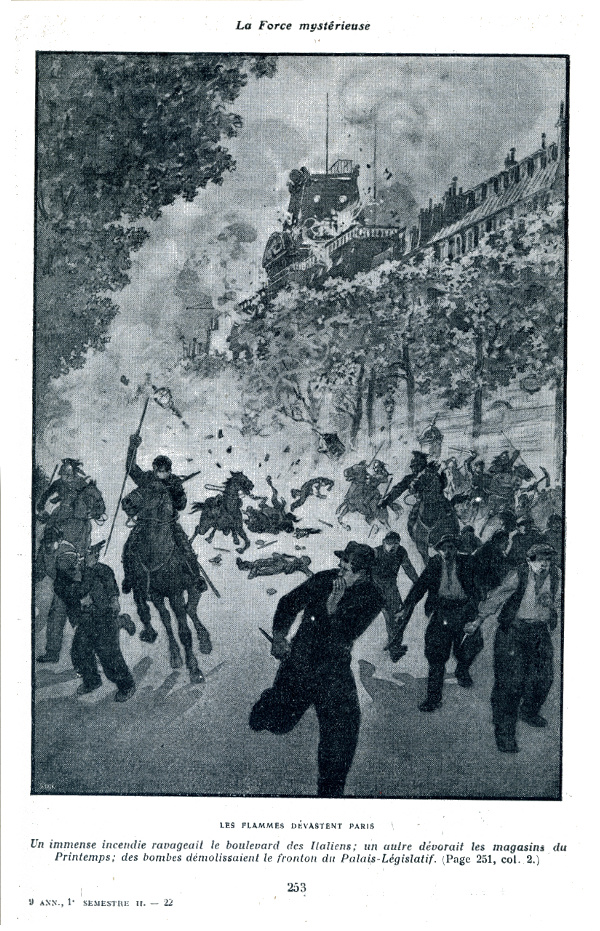
Octave Joncquel et Théo Varlet semblent s’être inspirés des émeutes décrites par J.-H. Rosny aîné dans La Force mystérieuse, illustration de Marcel Lecoultre.

Pour Les Titans du ciel, les auteurs s’inspirent de l’intrigue du roman de H. G. Wells, La Guerre des mondes, dans lequel les Martiens — souhaitant échapper à la dégradation de leur planète — entreprennent l'invasion de la Terre à bord d'obus de transport. En effet, Joncquel et Varlet narre le bombardement de la Terre par les Martiens, avant que ces derniers n'empruntent également ces obus comme moyen de transport. Quant aux scènes d'émeutes qui accompagnent ces bombardements, elles semblent inspirées par celles décrites par J.-H. Rosny aîné lors de la « nuit rouge » du roman La Force mystérieuse. Néanmoins, le caractère outrancier des émeutes anarchistes et communistes trahit le point de vue anticommunistes de ses auteurs, en particulier celui de Théo Varlet. En effet, l’écrivain avait des raisons personnelles de haine envers les bolcheviks depuis qu’une grande partie de son patrimoine — sous forme de titres financiers liés aux emprunts russes — avait disparu en 1917.
La présence récurrente du personnage secondaire Isaac Schlemihl est une référence à la fois au Juif errant et au personnage d'Adelbert von Chamisso dans son roman L'Étrange Histoire de Peter Schlemihl ou l’homme qui a vendu son ombre (1814).
Outre les inspirations littéraires, Théo Varlet intègre dans son roman de nombreuses personnalités réelles — cependant maquillées sous un pseudonyme transparent —. Ainsi, le scientifique Ladislas Wronsky serait sans doute Josef Hoëné-Wronski, un mathématicien franco-polonais de la première moitié du XIXe siècle, Mme Blagatzky serait Helena Blavatsky, une célèbre occultiste russe du XIXe siècle, autrice notamment de La Doctrine secrète (1888), ou encore l'abbé Romeux, à la tête des derniers survivants humains à la fin du roman, est l'abbé Moreux, astronome et vulgarisateur disciple de Camille Flammarion. Enfin, ce jeu de miroir entre la fiction et le réel est également renforcé par la présense de Landru, arrêté en 1919, dont le procès s'ouvre l'année de parution des Titans du ciel.
La dimension épique, que tente de donner Théo Varlet à son roman, apparaît — outre dans le titre d'« Épopée martienne » —, dans l’utilisation régulière de références à des faits issus de l'histoire antique ou de la mythologie gréco-romaine.
Quant à la dimension anticipation, l’auteur offre une image passéiste du futur en ne tenant absolument pas compte des innovations sociales qui apparaissent dans l'entre-deux-guerres. Ainsi, Raymonde n’est aucunement tentée par l’autonomie sexuelle, ou encore les Sénégalais restent les gendarmes d’un monde dirigé par la France. En outre, la technologie n'est pas particulièrement innovante, mais ne représente véritablement qu'un développement des progrès technologiques des années 1920, à savoir une TSF à la dimension planétaire, des avions et des hélicoptères améliorés.

## Publications françaises
- Éditions Edgar Malfère, coll. « Bibliothèque du hérisson », 1921, sous le titre Les Titans du ciel, roman planétaire
- Encrage, coll. « Classique » no 1, 1996, dans le recueil L'Épopée martienne - La Belle Valence. Œuvres romanesques – 1 (ill. Guillaume Sorel[Note 1])